# Тексаско клане (филм, 2003)
„Тексаско клане“ (на английски: The Texas Chainsaw Massacre) е американски слашър филм на ужасите от 2003 г., римейк на класическия филм от 1974 г.

## Сюжет
Група приятели тръгват да пренасят наркотици към Мексико, докато пътуват срещат жена, която изглежда луда. Качват я в колата и потеглят. Когато навлизат в града, тя се застрелва. Не след дълго колата им се разваля, и докато са в града, те един по един биват убити без Ерин. Ерин разбира защо жената е полудяла. Тя не иска да се връща, защото там е човекът, познат като коженото лице „Томас Хюит“. Той има моторна резачка, с която убива жертвите си.

## Актьорски състав
- Джесика Бийл – Ерин
- Джонатан Тъкър – Моргън
- Майк Вогел – Анди
- Ерика Лиърсен – Пепър
- Ерик Балфур – Кемпър
- Роналд Лий Ърми – Чарли Хюит, мл. / шериф Хойт
- Андрю Бринярски – Томас Хюит (Коженото лице)